# ماركو سياني
ماركو سياني (بالإسبانية: Marco Ciani)‏ (7 مارس 1987 بغواتيمالا في غواتيمالا - ) هو لاعب كرة قدم غواتيمالي في مركز الوسط. شارك مع منتخب غواتيمالا لكرة القدم. أما مع النوادي، فقد لعب مع نادي كوميونيكيشنس وميونيسيبال وسان ماركوس دي أريكا ‏ وUniversidad SC ‏ وديبورتيفو بيتابا.

## وصلات خارجية
- ماركو سياني على موقع قاعدة بيانات كرة القدم.إي يو (الإنجليزية)
- ماركو سياني على موقع Soccerway.com (الإنجليزية)
- ماركو سياني على موقع AS.com (الإسبانية)